# Hedareds församling
Hedareds församling var en församling  i Skara stift i nuvarande Borås kommun. Församlingen uppgick 1842 i Sandhults församling.

## Administrativ historik
Församlingen har medeltida ursprung och uppgick 1842 i Sandhults församling, efter att före dess ingått i pastorat med Bredareds församling.